# Йордан Камджалов
Йордан Камджалов е български диригент, продуцент, визионер и създател на концептуалната културно-просветна платформа Фондация "Йордан Камджалов".

## Биография
Роден е на 16 октомври 1980 г. в Търговище. Майка му Станка Камджалова е учителка по музика, а баща му, инженер, е бил и директор на Търговищкия театър; сестра му Христина става пианистка.
Йордан Камджалов учи дирижиране в Националната музикална академия „Проф. Панчо Владигеров“ в София при проф. Васил Казанджиев (1999 – 2003), в Музикалната академия „Ханс Айслер“ в Берлин (2003 – 2009), в Международна академия за диригенти Allianz – Philharmonia и др. Специализира при диригенти от световна величина като Пиер Булез, Еса-Пека Салонен, сър Саймън Ратъл, Зубин Мета, Сейджи Озава, Курт Мазур, Лорин Маазел, Дейвид Зинман, Даниел Баренбойм, Петер Йотвьош, Бернард Хайтинк, Йорма Панула.
През 2005 – 2008 г. е асистент-диригент на филхармоничния хор и оркестъра на Хумболтовия университет, Берлин, и асистент към катедра „Дирижиране“ на Hochschule für Musik, Берлин. От 2006 г. е артистичен директор и главен диригент на международния ансамбъл Innorelatio, Берлин.
През 2011 г. е избран с пълен консенсус за генерален музикален директор и главен диригент на забележителния културен център Хайделберг измежду над 150 кандидати, с мнението, че е „харизматичен музикант с изключителен талант, който би могъл да убеди всички, въвлечени в артистичните и музикални планове“. През сезон 2012/2013 и 2013/2014 г. той е и главен диригент на операта и филхармонията на Хайделберг и на Schloss Festival Хайделберг. Реализираните в неговия мандат концептуални сезони са най-касовите в историята на операта и оркестъра на града. Прекратява предсрочно договора си на генерален музикален директор, поставяйки като приоритет международната си дейност и творчески визии, но през сезон 2014/2015 г. остава в музикалния живот на Хайделберг като първи гост-диригент.
Авторитетното издателство „Kubon & Sagner“ отпечатва книгата „Звукови светове. Диригентът Йордан Камджалов" на немски език с резюме на 7 езика, представяща търсенията му на единство между музика, философия и наука. Присъдена му е единодушно „Наградата на музикалната критика“ от 24th Central European Music Festival. Номиниран е за „Будител на годината 2014“ от FM+.
Дълбоко убеден в огромния потенциал на българската култура, през 2010 г. става съосновател на Фондация „Йордан Камджалов“, създадена с цел подпомагане развитието на млади български дарования и прераснала в концептуална културна платформа. Камджалов е инициатор и създател на хора на Музикална лаборатория за Човека, ансамбъла на Музикална лаборатория за Човека, както и на формата „България пее“. Артистичен директор и главен диригент на GENESIS ORCHESTRA.
През 2014 г. създава проекта „Музикална лаборатория за Човека“, концептуална вокална формация, в която участници са хора с вокален и артистичен талант от различни професии. През 2016 г. създава оркестър „Генезис“, като го определя като концептуален културен проект за България, в чиито изяви участват музиканти от страната и света (Лиса Джерард и др.). Осъществява редица записи за водещи звукозаписни компании като EDEL и СРО Records. Албуми под негово диригентство получават престижни европейски номинации, като „Запис на годината“ от Opus Klassik, Берлин, както и престижната награда “Echo Klassik”, Хамбург.
Йордан Камджалов е повлиян от учението на Петър Дънов още от юношеските си години. Представя спектакли по музика на Дънов в София (зала „България“) и Виена (Златната зала на Музикферайн) и, развивайки идеята си, създава албума „Етюди на бъдещето“, който нарича „трудът на живота ми“.
През 2014 г. НАСА (NASA) и МАС (IAU) дават неговото име на астероид – 52292 Kamdzhalov, като обявяват, че „той свързва света на музиката с очарованието на вселената“.
Неспирната съзидателна дейност на маестро Йордан Камджалов продължава и като съучредител, музикален директор и главен диригент на Международната музикална академия и фестивал „Борис Христов“ в Италия. Неговият ангажимент в областта на образованието се изразява и в просветно-творчески взаимодействия с институции на три континента, като Heidelberg University, Raffles Institution Singapore, Università di Bologna, Harvard University и Софийския университет.
Маестро Камджалов е основател, Артистичен директор и Главен диригент на Фестивал „Стремеж“ в Царски Дворец Врана, посветен на музикалното бъдеще на България и Фестивал „Камджалов“ в Долината на розите, чието първо издание  се провежда през юли 2025 г. 
Йордан Камджалов е основател и ръководител на Академия за Човека – интердисциплинарен просветен център в областта на науката, изкуството и спорта.
Нови измерения придобива кръгът от културно-просветни отговорности на Йордан Камджалов в началото на 2025 година, когато той поема поста Председател на Управителния съвет на просветните структури Частно Основно Училище и Детска Градина „Стремеж“.

## Отличия
- 1998 – специална награда на конкурса „Млади музикални дарования“ (България)
- 2007 – финалист в Международния конкурс за млади диригенти в Безансон, Франция
- 2009 – Deutsche Bank Stiftung – Akademie Musiktheater Heute
- 2009 – първа награда на Четвъртия международен конкурс за диригенти „Jorma Panula“ във Финландия
- 2009 – награда за изключително високи артистични постижения от Berliner Akademie der Künste
- 2010 – трета награда на Третия международен конкурс за диригенти „Gustav Mahler“ в Бамберг, Германия
- 2010 – номинация за „Най-добър оперен диригент на годината“ от Немското радио (Dradio – Fazit)
- 2012 – награда „Музикант на годината 2011“ от БНР
- 2013 – номинация от Opernwelt в категория „Най-добро изпълнение“ за премиерата на операта „Дионисос“ от Волфганг Рим на Опера Хайделберг
- 2014 – „Music Critics’ Prize“ от журито на 24th Central European Music Festival
- 2015 – почетно отличие „Посланик на българската култура по света“ от Superbrands Network